# Вирже, Дмитрий Александрович
Дмитрий Александрович Вирже (род. 18 сентября 1962, Омск, СССР) — российский художник, галерист, куратор. Учредитель и один из основателей галереи «Левая нога» в Омске.

## Творчество
Сферы деятельности: живопись, графика, инсталляция, арт-объект, коллаж, скульптура, искусство перформанса, театр и кино, видео-арт, издание фэнзинов, литература.
Собственная характеристика творчества:

«Художник-мерентанист и создатель новых направлений в искусстве: мерентанизм, изимодернизм, компрессионный изионизм, тетрадинг, литбординг. Последователь оккультного изимодернизма.»

## Биографические сведения
Родился 18 сентября 1962 года в городе Омске. Учился в детской художественной школе №3 Омска. В 1988 году окончил художественно-технологический факультет Омского технологического института бытового обслуживания.

## Деятельность
С 1991 года ведет активную выставочную деятельность в качестве художника.
В 1992 году выступил учредителем галереи «Limpopo» (Гамбург, Германия).
В 1998 году в Омске основал неформальное творческое объединение Левая нога.
В 1998-1999 г.г. совместно с Владимиром Владимировым и другими художниками основал галерею-студию «Золотой Путь» в Омске.
В начале 2000-х выкупил у одного из омских предпринимателей здание бывшего склада при хозяйственном магазине, которое предполагалось использовать в качестве мастерской художника. Постепенно мастерская переросла в выставочное пространство для омских художников. В 2012 году на базе здания, в рамках творческого объединения Левая нога, Дима Вирже совместно с художниками Никитой Поздняковым и Кирой Газовой открыли одноименную галерею Левая нога
В 2005-2015 г.г. Дмитрий Вирже совместно с Дамиром Муратовым, Кирой Газовой и другими художниками создают несколько арт-проектов: «Белочки в гостях у Вовы». «Небо-люкс над китайским забором», артхаусное кино «Бесобойз».
В 2008 году выступил учредителем галереи «Wanderer» (Гамбург, Германия).
С 2013 по 2015 являлся ведущим программы «Разные» на «Радио Маяк».
С 2015 года является создателем и постоянным членом творческого объединения СГС («Союз городских сумасшедших»), г.Омск.

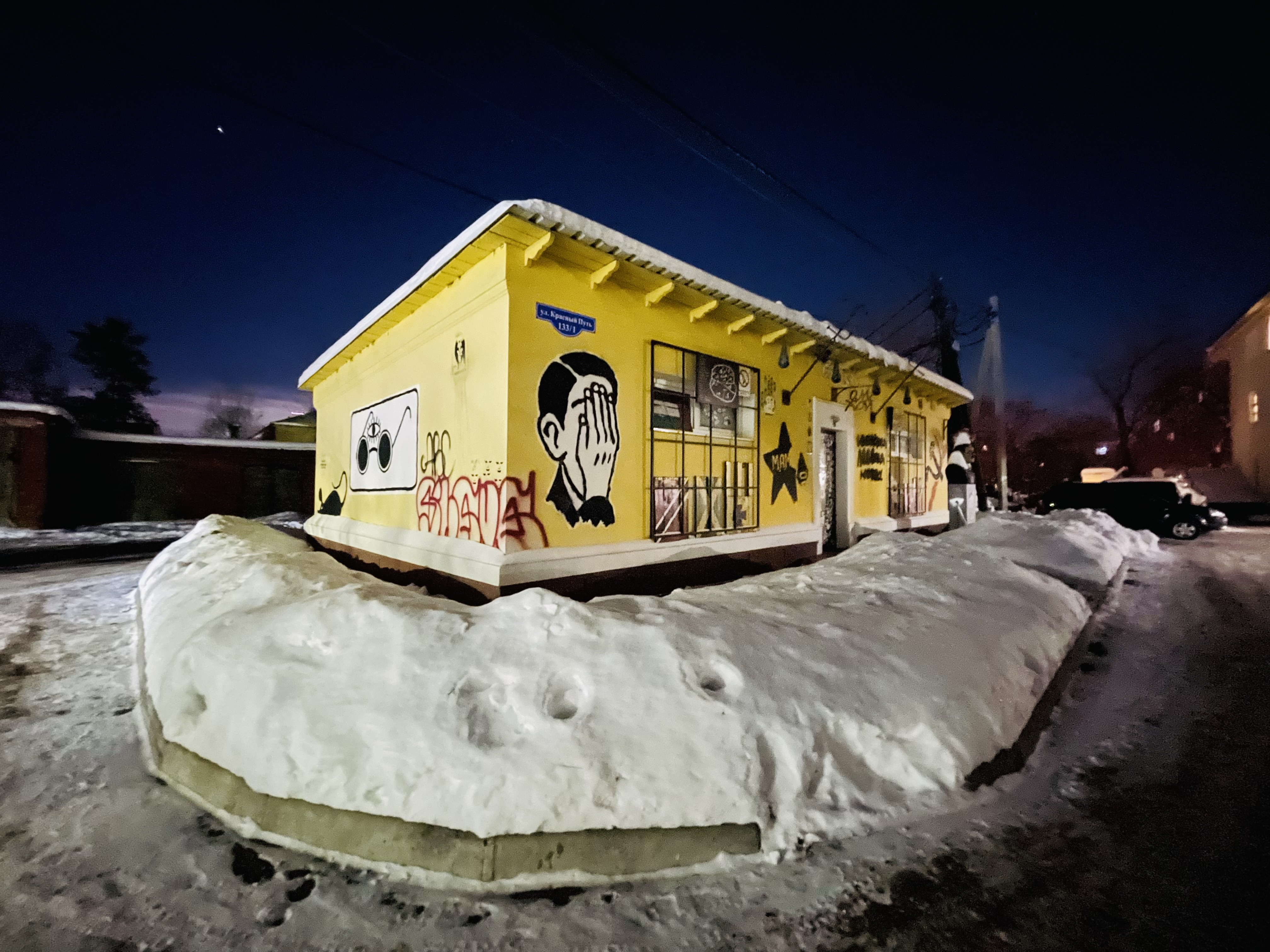
Здание галереи "Левая нога" в Омске

24 сентября 2016 года совместно с Кирой Газовой и художником Никитой Поздняковым провели официальное открытие галереи Левая нога.
В 2017 году внесен в профессиональный справочник современного искусства Сибири «100 художников Сибири» (второй выпуск), а в 2020 году в книгу-альбом «Три века Омской культуры. Изобразительное искусство XVIII-XXI вв.»
В 2016-2018 г.г. вместе с Никитой Поздняковым и Кирой Газовой издает и иллюстрирует газету-альманах «Прыщ», а с 2022 года журнал «Кошачья шерсть», посвященные андеграундному искусству Омска.
В 2017-2020 г.г. выступал в качестве художника-постановщика художника по декорациям и костюмам в театральных постановках театра «Центр Современной Драматургии ОМСК»: «Девушки в любви» (по одноимённой пьесе Ирины Васьковской), «Остаться, нельзя уехать», «Бесы» (по роману Ф.М.Достоевского), «Камера  обскура» (по роману В. Набокова), «Взорвать кондоминимум» (по мотивам романа Ч.Паланика), «Бойцовский клуб»), «Остановка», «Обещания на рассвете» ( по одноименному роману Ромэна Гари).
В 2019 году принял участие в съемках короткометражного фильма «Новая мама», (режиссер Александр Кузовков), как художник постановщик и актер эпизодической роли.
В 2020 году в составе коллективного проекта художников галереи Левая нога принял участие в Второй Триеннале российского современного искусства, проходившей в Музее современного искусства «Гараж» (Москва).

### Участие в выставках и других проектах
- 1998-2015
  - Выставка «Эльб Арт» (Гамбург, Германия). 1998г.
  - Выставка в галерее «КХ» (Гамбург, Германия), 2000г.
  - Фестиваль современного искусства «Арт-Москва» (Москва), 2004г.
  - Выставка «Без линии горизонта...» (Омский областной музей изобразительных искусств имени М. А. Врубеля, Омск), 2004г.
  - «Пост №1» - IV Всесибирская выставка-конкурс современного искусства Сибири (Омск), 2005г.
  - Первая Петербургская биеннале современного искусства (Санкт-Петербург), 2006г.
  - Открытие галереи «Wanderer» (Гамбург, Германия), 2008г.
  - Выставка Арт-мистерия  в стиле «Битлз» - «Желтая Подводная Лодка» (Омск), 2010г.
  - Выставка «Концепт нереализованной идеи» (Омский областной музей изобразительных искусств имени М. А. Врубеля, Омск), 2011г.
  - Выставка «Смерть замечательных людей» (Центр Творческих Индустрий «ФАБРИКА», Москва), 2014г.
  - Выставка «Зона Достоевского»  (Омск), 2015г.
- 2016
  - Выставка «Квазитоска» (Омск)
  - Выставка «Подснежник» (Омск)
  - Открытие частной андеграундной галереи «Левая нога» (Омск)
  - Выставка «Снег» (галерея МАР, Милан, Италия)
  - Выставка «Тексты» (галерея Левая нога, Омск)
  - Выставка «JVCR» (Омск)
  - Выставка «Бажов-фест» (Екатеринбург)
  - III Фестиваль современного искусства «Ноябрь. Всюду жизнь» (лофт «Агрегат», Омск)
- 2017
  - Выставка «Делитесь» (галерея Левая нога, Омск)
  - Видеоспектакль «5сек» - коллективный проект, автор идеи (Омск)
  - Отчетная выставка творческого объединения «Левая Нога» - «Смело, товарищи, в ногу!» (Городской музей «Искусство Омска», Омск)
  - Выставка «Грачи ногой» (галерея Левая нога, Омск)
- 2018
  - Выставка «Срамота» (галерея Левая нога, Омск)
  - Выставка «Изионизм» (галерея Левая нога, Омск)
  - Выставка «Компрессионный изионизм» (галерея Левая нога, Омск)
  - Выставка «Газ» (Омск)
  - Выставка "Тетрадинг" (Омск, Москва, Санкт-Петербург)
  - Выставка «ВУХО» (Выставка уставших художников ойкумены) (галерея Левая нога, Омск)
  - Проект «Капут Мортум» (галерея Левая нога, Омск)
  - Проект «Сноугроб» (Омск)
  - Проект «Blacbox» или «П.А.Н». - Персонализация аксиоматического ноль-субъекта/Personalization axiomatic nil-subject (Москва, Россия - Нью-Йорк, США)
  - Проект «Bad art sale» (Нью-Йорк, США)
  - Открытие галереи «Жди мух» (Санкт-Петербург)

- 2019

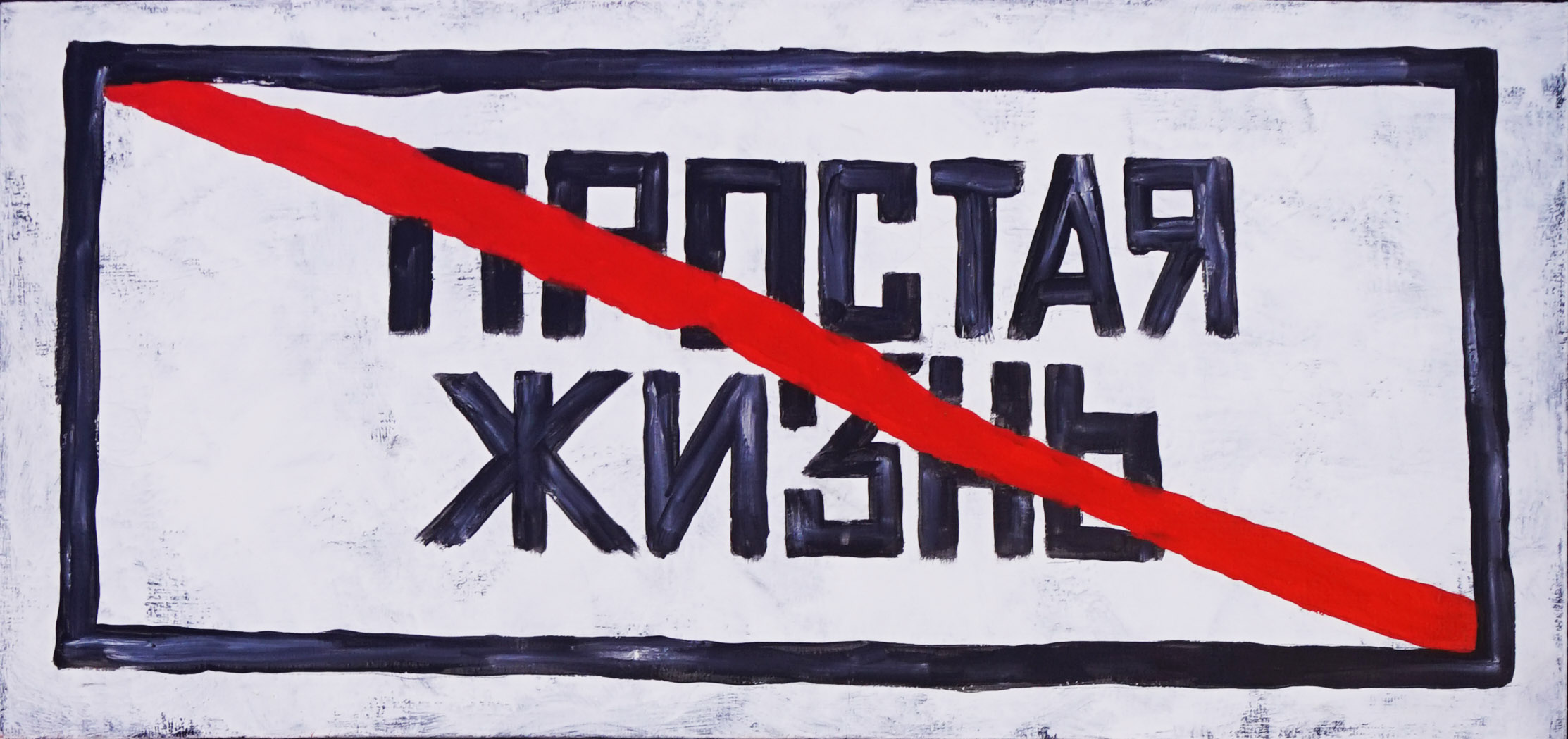
Дима Вирже "Простая жизнь", 2015г., холст, масло, 70х130см.

  - Выставка «Подъельники» (Городской музей «Искусство Омска», Омск)
  - Проект «ART this way» от Левой ноги (Лос-Анджелес, США)
  - Проект «Все флаги в помойку» (Омск)
  - Проект «Маятник вечно трансцендентного» (Омск)
  - Выставка "Кильдым" (галерея Левая нога, Омск)
  - Выставка художников-социопатов «VHS» (галерея Левая нога, Омск)
  - Проект «Бумажное дерево» (Омск)
  - Проект «Симпличио или раскумиризация» (Омск)
  - Выставка «Омский буддизм» (галерея Левая нога, Омск)
- 2020
  - Перформанс - картинный ход «Меняем картины на еду» (Омск)
  - Перформанс «Я заразный» (Омск)
  - Выставка коллажей «Мусилипс или Губы лося» (галерея Левая нога, Омск)
  - Выставка «Земля пухом» (галерея Левая нога, Омск)
  - «Морква» - Коллективная выставка художников галереи «Левая нога» (11.12 GALLERY, Винзавод, Москва)
  - 2-я Триеннале современного российского искусства (Музей современного искусства «Гараж», Москва)
  - Презентация книги «Библия обездоленных бродяг» (Омск)
  - Выставка медиа-искусства движения «Сибирский иронический концептуализм» (Новосибирск)
- 2021
  - Открытие монумента Антону Сорокину (Омск)
  - Выставка «Про бабушек» (галерея Левая нога, Омск)
  - «Выставка жудожников - прохиндеев» (галерея Левая нога, Омск)
  - Фестиваль уличного искусства «Street Vision» (Томск)
  - Международная выставка «Дорога в космос» (Астана, Казахстан)
- 2022
  - Презентация журнала «Кошачья шерсть» (галерея Левая нога, Омск)
- 2023
  - VII (XVIII) выставка-конкурс омских художников, фотохудожников, дизайнеров, архитекторов «Омск: здесь и сейчас. 2023. Городские константы» (Городской музей «Искусство Омска», Омск)
  - Выставка «B.U.G.» (Лос-Анджелес, США)
- 2024
  - Персональная выставка «Графоморфоз» (галерея ООО «Водопад», Омск)

### Работы находятся в коллекциях
- Музей современного искусства «Гараж» (Москва)
- Городской музей «Искусство Омска», (Омск)
- Сибирский центр современного искусства (Новосибирск)
- Частные коллекции России, Германии, Австрии, Франции, Италии, США.